# Unification de la Norvège
L'unification de la Norvège (en bokmål : Rikssamlingen, en nynorsk : Rikssamlinga) est le processus s'étendant du IXe siècle au début du XIe siècle par lequel les anciens petits royaumes indépendants de Norvège sont unifiés en un unique royaume. Les historiens et les sagas s'accordent pour dire que l'unification de la Norvège est l'œuvre d'Harald Ier de Norvège.

## Histoire

### Unification par HaraldIer(872 - 930)

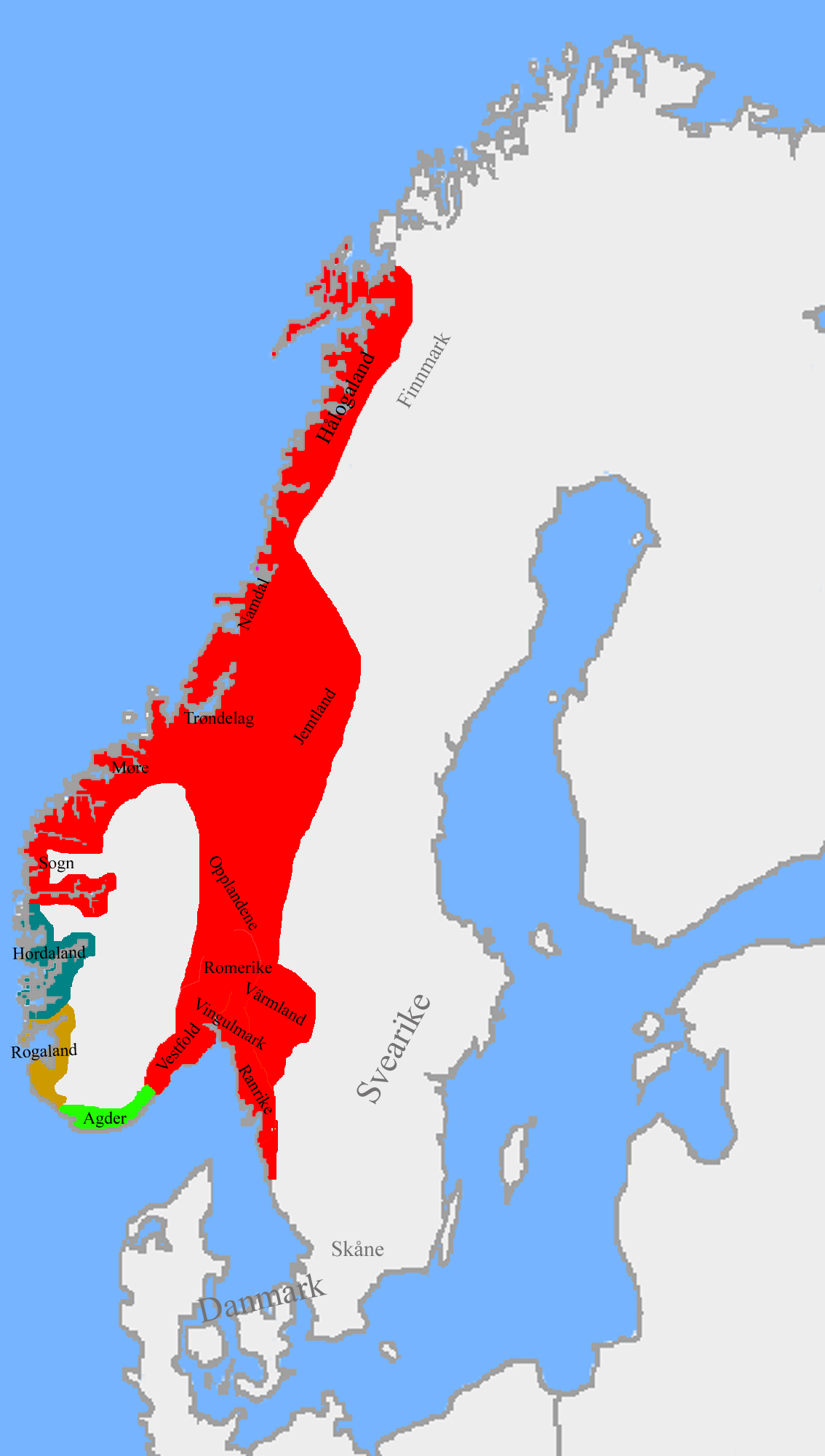
La Norvège à la veille de la bataille de Vestfold en 872. En rouge, les possessions d'Harald à la Belle Chevelure.

Jusqu'au IXe siècle, la Norvège est constituée d'une vingtaine de petits royaumes côtiers indépendants, plus ou moins rivaux. Une partie d'entre eux juraient aussi allégeance au roi de Suède ou au roi du Danemark. Selon les sagas, Harald à la Belle Chevelure aurait gouverné le pays de 872 à 930 après l'avoir unifié. Certains historiens pensent qu'il n'exerça en réalité qu'un pouvoir limité sur l'Ouest et le Sud de la Norvège. Le processus d'unification aurait donc duré plus longtemps et celle-ci ne fut certainement complète qu'au milieu du XIe siècle.
Halfdan le Noir, père d'Harald, avait probablement déjà commencé à conquérir quelques petits royaumes voisins du sien, Vestfold. D'autres auraient pu également lui revenir en héritage. À sa mort vers 863, il lègue à son fils, alors âgé de dix ans, un royaume élargi dans le sud-est de la Norvège. Quoi qu'il en soit, Harald achève une première série de conquête dès 866 et il semble qu'il règne effectivement sur un large territoire, incluant même une partie du Värmland en Suède. En 872, il aurait également remporté la bataille de Hafrsfjord, près de Stavanger contre les derniers royaumes encore indépendants. La date de cette bataille est encore sujette à caution, l'historien Halvdan Koht (en) la situe plus volontiers en 900. À la suite de cette victoire, Harald se proclame roi de Norvège et la plupart de ses adversaires émigrent en Écosse, en Islande ou aux Îles Féroé. Là encore, les historiens pensent qu'il ne contrôlait en réalité qu'une partie de la Norvège moderne, le centre du pays et le Finnmark lui échappant ainsi complètement.
L’unification de la Norvège, réalisée en 872, encourage celle des tribus des Rus' de Kiev qui s'opère dix ans plus tard, en 882. De même, selon ce même processus d'unification de peuples et de nations, un siècle après la Norvège et les Rus', le Saint-Empire romain germanique se constituera, grâce à l’entente entre de nombreuses nations. 

### Division du royaume (930 - 1020)

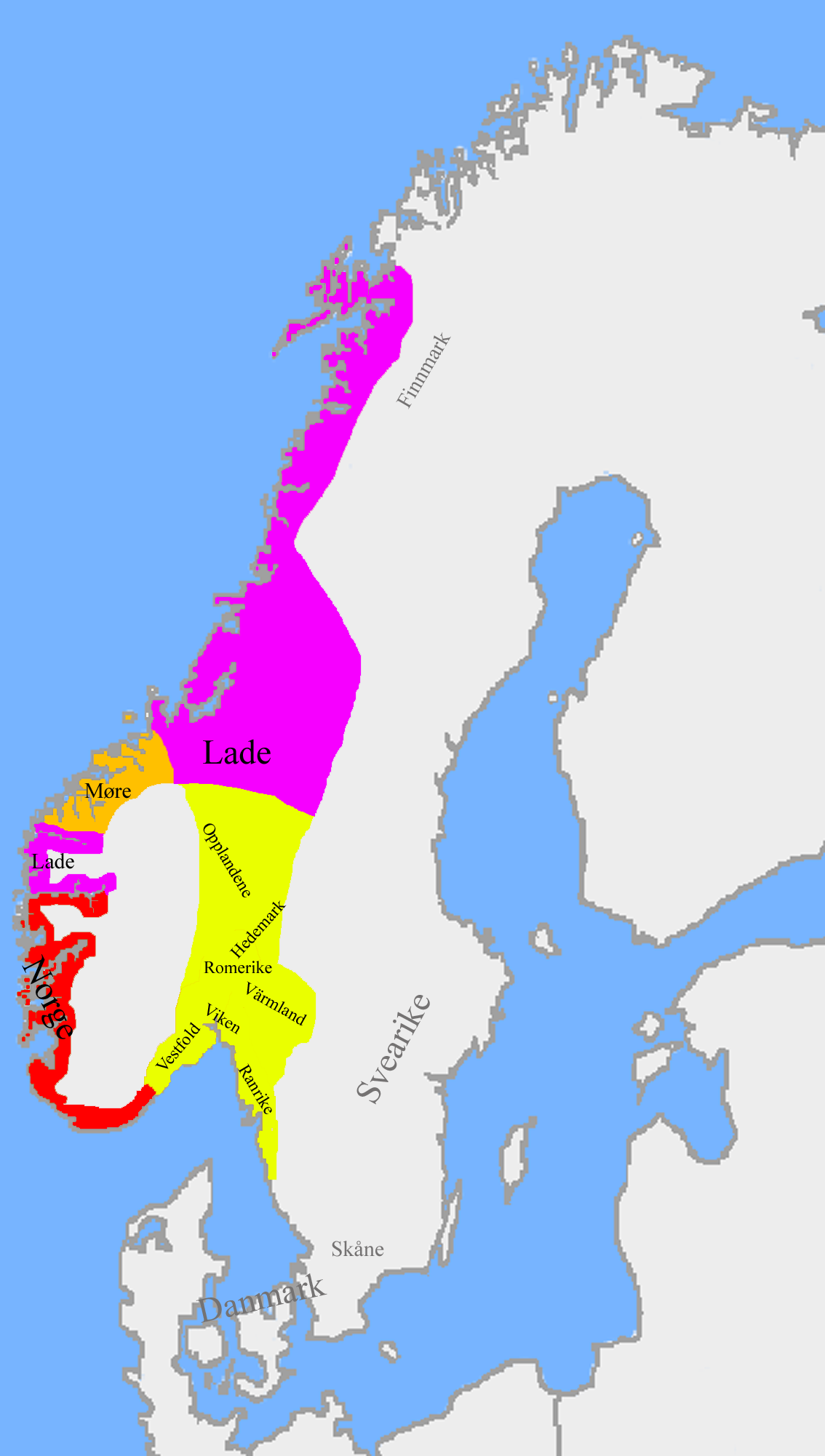
Division du Royaume de Norvège à la mort d'Harald Ier en 930, avec les fils d'Harald et leurs vassaux (rouge et jaune), les possessions du jarl de Lade (violet) et celles du jarl de Møre (orange).

En 930, la mort d'Harald met un frein à l'unification du pays, qui se voit à nouveau divisé entre ses héritiers et d'autres jarl vassaux du roi du Danemark. La Norvège se voit donc à nouveau divisée entre les possessions directs des fils d'Harald, leurs vassaux et les territoires des puissants jarls de Lade ou de Møre.